# 温特堡
温特堡是德国莱茵兰-普法尔茨州的一个市镇。总面积2.57平方公里，总人口199人，其中男性103人，女性96人（2011年12月31日），人口密度77人/平方公里。